# Kwacha zambià
El kwacha zambià (en anglès Zambian kwacha o, simplement, kwacha) és la unitat monetària de Zàmbia. El codi ISO 4217 és ZMW i l'abreviació és K (o ZK per diferenciar-lo del kwacha de Malawi). Se subdivideix en 100 ngwee, que significa brillant en nyanja; la fracció actualment ja no circula. El nom del kwacha, d'altra banda, prové del bemba i significa "alba", "aurora", en al·lusió a l'eslògan del nacionalisme zambià, "La nova alba de la llibertat".
El kwacha es va introduir el 1968 en substitució de la lliura zambiana a raó de 2 kwacha per lliura.
Emès pel Banc de Zàmbia (Bank of Zambia), en circulen bitllets de 2, 5, 10, 20, 50 i 100 kwacha i monedes de 5, 10 i 50 ngwee i 1 kwacha.
El 2003, Zàmbia va ser el primer estat africà a introduir bitllets de polímer, concretament als bitllets de 500 i 1.000 kwacha.
A causa de la forta erosió en el valor de la moneda per la inflació acumulada, l'1 de gener de 2013 es va introduir un nou kwacha, que substituí l'anterior kwacha al tipus de canvi de 1.000 kwacha antics (ZMK) = 1 kwacha nou (ZMW). Durant un període transitori, fins al 30 de juny de 2013, per fer el canvi, les dues divises van ser de curs legal.

## Taxes de canvi
- 1 EUR = 8,01994 ZMW (6de novembre del 2014)
- 1 USD = 6,40999 ZMW (6de novembre del 2014)